# کانه‌آرایی (کتاب)
کانه‌آرایی کتابی از حسین نعمت‌اللهی است که در سال ۱۳۷۱ منتشر و در مراسم کتاب سال جمهوری اسلامی ایران به‌عنوان کتاب برگزیده معرفی شد.